# E6.20
Riksväg E6.20 (tidigare länsväg 159) är en väg som går runt den västra halvan av Göteborg. Vägen börjar vid E6 / E20 i Mölndal och slutar vid E45 i Angered. Den bildar en halv ringled runt Göteborg. Vägens avsnitt benämns Söderleden, Västerleden, Hisingsleden, Norrleden inkl. Angeredsbron och Angeredsleden. Den är 36 kilometer lång.
Vägen är inte skyltad med något eget nummer, utan skyltas för det mesta "E6" med streckad ram. Den räknas planerings- och budgetmässigt som en riksväg. Trots namnet är det ingen europaväg eftersom UNECE utnämner europavägar och inga med denna typ av namn finns. Det är inte heller någon sekundär länsväg trots att den saknar skyltat nummer. Under en period på 1980- och 90-talen hette vägen länsväg 159 (förutom Söderleden).

## Sträckning
Mölndal - Västra Frölunda - Älvsborgsbron - Tuve - Hisings Kärra - Angeredsbron - Angered.
Sträckningen från Mölndal till Järnbrottsmotet benämns Söderleden.

Sträckningen från Järnbrottsmotet till Älvsborgsbron (Ivarsbergsmotet) benämns Västerleden.

Sträckningen från Älvsborgsbron (Ivarsbergsmotet) till Skändla ("Sävekorset", korsningen med Tuvevägen) benämns Hisingsleden.

Sträckningen från Skändla till Angered (korsningen med Rävebergsvägen), inräknat sträckan över Angeredsbron, benämns Norrleden.

Sträckningen från Angered (korsningen med Rävebergsvägen) till E45 vid Agnesbergsmotet benämns Angeredsleden.

Den ansluter till eller korsar:
- E6/E20 i Mölndal (Åbromotet)
- Länsväg 158 vid Järnbrottsmotet
- E6.21 vid Bräckemotet
- Länsväg 155 vid Vädermotet
- E6 i Kärra (Klarebergsmotet)
- E45 nära Angered (Agnesbergsmotet).

Skyltningen varierar men är mestadels enligt följande:

Norrut: Först Hamnar eller Göteborg V. Sedan E6 Hisingen. Sedan E6/E45 Angered eller Oslo.

Söderut: Från E45: Hisingen, och sedan Torslanda. Sedan E6 Malmö eller Mölndal.

## Standard
På sträckan Mölndal till en bit norr om Älvsborgsbron är den fullt planskild med mittremsa och minst två körfält i varje riktning. Den är inte skyltad motorväg men har tillräcklig standard för det. Långsamtgående fordon förbjöds under rusningstid år 2008. Innan dess blev det ibland kaos när sådana körde. Denna sträcka är hårt trafikerad med bilköer i rusningstrafiken, i första hand norrut på morgonen och söderut på eftermiddagen. Trafikmängd 45 000/dygn (Älvsborgsbron 65 000).[källa behövs]
Sträckan mellan Åbromotet och Fässbergsmotet i Mölndal breddades till 3+3 körfält, färdigställt sommaren 2012. Övriga sträckor på Söderleden breddas till 3+3 körfält, planerat klart någon gång under 2018.
Mellan Frölunda torg och Gnistängstunnelns södra ände finns kollektivkörfält. Vägen består på denna sträcka av 3+3 körfält, varav 2+2 allmänna körfält.
Älvsborgsbron består av tre allmänna körfält i varje riktning. 
På sträckan Älvsborgsbron-Angered är vägen en normal landsväg, med en enda körbana och ett (ibland två) körfält per riktning och cirka 20 000 fordon/dygn.
Angeredsbron består av 2+1 körfält.
Angeredsleden består av 3+3 körfält eller 2+2 körfält.

## Planering
Mellan 2016 och 2018 breddas sträckan Åbromotet till Järnbrottsmotet (Söderleden) till 3+3 körfält. Sisjömotet byggs samtidigt om. Det finns stora köpcentrum där med 90 % bilåkarandel hos kunderna och 80 % hos personal som har skapat trafikstockningar. 
Just nu (mars 2023) byggs delen Vädermotet-Björlandakorsningen byggas ut med breddning till 2+2 körfält och planskilda trafikplatser. Volvomotet och Kålseredsmotet. Även Björlandakorsningen byggs om till en planskild trafikplats, Björlandamotet. Bygget startade hösten 2020 med färdigställande hösten 2024. Inom projektet byggdes en väg mellan den blivande trafikplatsen Volvomotet vid Assar Gabrielssons väg och Ytterhamnsmotet på länsväg 155 kallad Halvors länk. Den stod klar i dec 2021. För den återstående  sträckan mellan Björlandamotet-Klarebergsmotet finns ännu inga uppgifter om även den sträckan ska byggas ut. Den finns inte med i nuvarande nationella infrastrukturplan.  Man vill leda tung trafik mellan hamnen och E6 norrut via E6.20 istället för E6.21 (Lundbyleden). Huvuddelen av Norges import från Asien går med containerfartyg till Göteborg och sedan lastbil till Oslo. Trängselskatten som infördes 2013 har ökat trafiken här eftersom man kan åka utan trängselskatt mellan E6 norrut och Vädermotet, till skillnad från den hittills mest använda vägen, E6.21 Lundbyleden. 
För sträckan mellan Järnbrottsmotet och Älvsborgsbron planeras inte på allvar utbyggnader trots betydande köproblem, eftersom Gnistängstunneln och Älvsborgsbron är de största flaskhalsarna och de anses inte möjliga att bredda. Lite ommålningar av körfält och liknande har gjorts för att optimera brons kapacitet, samt byggande av  kollektivkörfält mellan Gnistängstunnelns södra ände och Frölunda torg. Köproblemen har gjort att Trafikverket försöker hindra nya bostäder i Frölunda, Askim, Mölndal och därikring med motiveringen att mer trafik inte kan accepteras.

## Historia
Före 1950-talet var Frölunda-trakten landsbygd. Över Göta älv fanns en färja, nära dagens Älvsborgsbron. Det började under 1960-talet bli behov av större vägar eftersom stora förortsområden byggdes, och dessutom stora arbetsplatser på Hisingen, Volvo Torslanda. Den äldsta delen av dagens väg är just Älvsborgsbron, invigd 1966. Efter det byggdes efterhand en fyrfältsväg med trafikljuskorsningar mellan bron och Mölndal via Västra Frölunda. Vägen genom Älvsborg var en flaskhals, då det bara gick en väg med ett körfält per riktning. Det fanns ett berg med villabebyggelse vilket bidrog till att Gnistängstunneln byggdes, klar 1978. Älvsborgsbron har 3+3 körfält och vägen slutade i en rondell 1 km norrut. På 1980-talet byggdes en vanlig landsväg därifrån norrut mot Angered, i samband med byggandet av Angeredsbron 1978. På 1990-talet byggdes fyrfältsvägen med trafikljus, Älvsborgsbron-Mölndal om till motorvägsstandard utan att skyltas som det. Det var en svår trafiksituation längs vägen med mycket småkrockar och köer, särskilt i Tynneredsrondellen, numera Tynneredsmotet. Åbromotet var en av Sveriges dyraste trafikplatsbyggen, över 300 miljoner, för att den har hög kapacitet, är korsningsfri åt tre håll, har fler gatuanslutningar och för att ett hotell och en bensinstation fick rivas och nybyggas längre norrut.
Enligt äldre informationsmaterial från när Västerleden och även Tingstadstunneln byggdes så finner man att det även fanns planer på att bygga en "Österled" mellan Åbromotet via Partille och som skulle ansluta till Norrleden i Angered/Gårdsten. Dessa planer ligger nere. Man skulle behöva gå genom Delsjöområdets naturreservat, samt rakt genom villaområdena i östra Mölndal. Alternativt om man drar den närmare Göteborg rakt genom bostadsområdena Kålltorp, Munkebäck och fler. Detta kräver med nuvarande regler tunnel hela vägen, åtminstone söder om Partille, vilket skulle bli mycket dyrt. För förbindelen Mölndal-Partille gäller E20 och inga andra planer finns. För förbindelsen E45 (Agnesberg)-Partille öppnades 2011 Partihallsförbindelsen, en kort genväg.

## Trafikplatser
|                                                                                             | Nr | Namn             | Skyltning                           |
| ------------------------------------------------------------------------------------------- | -- | ---------------- | ----------------------------------- |
| Korsningfri fyrfältsväg Mölndal-Vädermotet                                                  |    |                  |                                     |
|                                                                                             |    | Åbromotet        | Göteborg, Malmö, Mölndal            |
|                                                                                             |    | Fässbergsmotet   | Toltorpsdalen                       |
|                                                                                             |    | Sisjömotet       | Högsbo/Sisjöns ind.omr              |
|                                                                                             |    | Järnbrottsmotet  | Särö, Sahlgrenska                   |
|                                                                                             |    | Frölundamotet    | Näset, Frölunda torg                |
|                                                                                             |    | Tynneredsmotet   | Tynnered                            |
|                                                                                             |    | Fiskebäcksmotet  | Fiskebäck , N Tynnered, N Grimmered |
|                                                                                             |    | Hagenmotet       | Långedrag                           |
|                                                                                             |    | Gnistängstunneln | 712 m                               |
|                                                                                             |    | Gnistängsmotet   | Nya Varvet, Grimmered               |
|                                                                                             |    | Kungstensmotet   | Högsbohöjd, Kungsten                |
|                                                                                             |    | Rödastensmotet   | Frederikshavn, Stockholm            |
|                                                                                             |    | Älvsborgsbron    | 933 m längd, 418 m spännvidd        |
|                                                                                             |    | Ivarsbergsmotet  | Eriksberg, Hamnar                   |
|                                                                                             |    | Bräckemotet      | Stockholm, Biskopsgården            |
|                                                                                             |    | Vädermotet       | Öckerö                              |
| Landsväg Vädermotet–Kärra                                                                   |    |                  |                                     |
| Fyra trafikplatser planeras: Halvors väg, Assar G:s väg, Gustaf L:s väg och Björlandavägen. |    |                  |                                     |
|                                                                                             |    | Kärra            | Oslo, Malmö                         |
|                                                                                             |    | Angeredsbron     | 930 m                               |
|                                                                                             |    | Gårdstenstunneln | 235 m                               |
| Landsväg genom Angered                                                                      |    |                  |                                     |
|                                                                                             |    | Angered centrum  | (vägen svänger i korsningen)        |
|                                                                                             |    | Agnesberg        | Karlstad                            |
|                                                                                             |    | Agnesbergsmotet  | Göteborg                            |